# I liga 1973-1974
L'edizione 1973-74 della I liga vide la vittoria finale del Ruch Chorzów.
Capocannoniere del torneo fu Zdzisław Kapka (Wisła Cracovia), con 15 reti.

## Classifica finale
|     | Classifica         | G  | V  | N  | P  | GF | GS | Pt |
| --- | ------------------ | -- | -- | -- | -- | -- | -- | -- |
| 1.  | Ruch Chorzów       | 30 | 14 | 13 | 3  | 53 | 23 | 41 |
| 2.  | Górnik Zabrze      | 30 | 16 | 6  | 8  | 43 | 27 | 38 |
| 3.  | Stal Mielec        | 30 | 13 | 11 | 6  | 41 | 24 | 37 |
| 4.  | Legia Varsavia     | 30 | 12 | 10 | 8  | 38 | 28 | 34 |
| 5.  | Wisła Cracovia     | 30 | 11 | 12 | 7  | 35 | 27 | 34 |
| 6.  | ROW Rybnik         | 30 | 9  | 11 | 10 | 24 | 28 | 29 |
| 7.  | ŁKS Łódź           | 30 | 9  | 11 | 10 | 24 | 28 | 29 |
| 8.  | Pogoń Szczecin     | 30 | 8  | 13 | 9  | 28 | 38 | 29 |
| 9.  | Gwardia Warszawa   | 30 | 7  | 14 | 9  | 26 | 27 | 28 |
| 10. | Lech Poznań        | 30 | 8  | 12 | 10 | 25 | 26 | 28 |
| 11. | Zagłębie Sosnowiec | 30 | 10 | 7  | 13 | 22 | 31 | 27 |
| 12. | Polonia Bytom      | 30 | 7  | 13 | 10 | 23 | 34 | 27 |
| 13. | Śląsk Wrocław      | 30 | 9  | 9  | 12 | 21 | 34 | 27 |
| 14. | Szombierki Bytom   | 30 | 8  | 10 | 12 | 26 | 31 | 26 |
| 15. | Odra Opole         | 30 | 6  | 12 | 12 | 25 | 37 | 24 |
| 16. | Zagłębie Wałbrzych | 30 | 7  | 8  | 15 | 22 | 33 | 22 |

### Verdetti
- Ruch Chorzów Campione di Polonia 1973-74.
- Ruch Chorzów ammesso alla Coppa dei Campioni 1974-1975.
- Górnik Zabrze e Legia Varsavia ammesse alla Coppa UEFA 1974-1975.
- Odra Opole e Zagłębie Wałbrzych retrocesse in II liga polska.